# Pidonia chiaomui
Pidonia chiaomui là một loài bọ cánh cứng trong họ Cerambycidae.